# جنگ آمودریا
مسلمانان پس از حمله به مناطق داخلی ایران، رو به ماوراءالنهر آوردند. آن‌ها چندبار به این مناطق لشکرهایی گسیل داشتند. آخرین فرد مهلب بن ابی صفره بود.

## نبرد
سردار اعراب احنف بن قیس به سوی مرو رفت و منتظر نیروی کمکی از کوفه ماند. یزدگرد به سوی سغد رفت و حاکم آن دیار لشکری انبوه به او داد. خاقان ترکان نیز پس از گردآوری سپاهیان از فرغانه، همراه با یزدگرد از آمودریا گذشت و به سوی بلخ لشکر کشید. در همین حال سپاهیان کوفه به مرو الرود رسیدند و در آنجا به الاحنف پیوستند. شاه ساسانی و خاقان ترکان به رهبری سپاهی متشکل از ۵۰۰۰۰ سوار از مردان سغد، ترکستان، بلخ و تخارستان به مروالرود رسیدند. شمار لشکری‌های اعراب ۲۰۰۰۰ نفر بود. طرفین از صبح تا شام به مدت دو ماه در محلی به نام دیرالاحنف با یکدیگر جنگیدند. نبرد در دیرالاحنف ادامه داشت تا اینکه خاقان ترکان به ترکستان عقب‌نشینی کرد. یزدگرد در این میان از مروالرود به مرو رفت و از آنجا گنجینه کشور را برداشت و برای پیوستن به خاقان به بلخ رفت.
بعد هزيمت در این نبرد، یزدگرد دیگر قادر به گرداوری سپاه نشد. پس از نبرد، او به آسيای میانه نزد خان فرغانه رفت و از آنجا به چین رفت. با این حال، او از آنجا از نفوذ خود بر اعیان و اشراف ایرانیان برای برپایی شورش ها استفاده می کرد. در دوران خلافت عثمان بن عفان، یزدگرد به کشور بازگشت و خراسان علیه اعراب شورش نمود. شورش توسط عبدالله بن عامر شکست خورد و مجددا قوای یزدگرد هزیمت شدند. او نهایتا در سال ۶۵۱ میلادی در مرو کشته شد. 

## تصرف ماوراءالنهر توسط اعراب
این حملات و عملیات‌ها ثابت و دایم نبودند. تمام جنگ‌ها جنبهٔ اکتشافی داشته است. مرحلهٔ نهایی و فتح مناطق ماوراءالنهر هنگامی رخ داد که قتیبة بن مسلم در سال ۸۵ هجری قمری به فرمانداری خراسان گماشته شد و به فرماندهی سپاه مسلمین رسید. او لشکری آراست و به فرماندهی خود رهسپار ماوراءالنهر شد. نقشهٔ قتیبة بن مسلم در فتح ماوراءالنهر به چهار مرحله تقسیم‌بندی شده بود و مدت ۱۰ سال به طول انجامید:
- مرحلهٔ اول: مابین سالهای ۸۶ و ۸۷ هجری قمری، قتیبه طخارستان را که در کرانهٔ آمودریا واقع بود، فتح نمود. طخارستان از زمان خلافت عثمان بن عفان، توسط احنف بن قیس فتح شده بود، ولی مسلمین در آن استقرار کامل نداشتند. بعد از فتح کامل و افتادن طخارستان بدست قتیبه، و باز کردن جای پا در کرانه رود جیحون، او از هیبت خاصی برخوردار شد، چنان‌که هر یک از پادشاهان آن ناحیه خواستار صلح با قتیبه شدند.
- مرحلهٔ دوم: فتح اقلیم بخاری بود، در بین سال‌های ۸۷ تا ۹۰ هجری قمری بعد از چند نبرد پی در پی، سرانجام در نبردی خونین مسلمانان فاتح شدند. جنگ‌های مسلمانان در این مناطق در تابستان رخ داده بود، چونکه سرمای بلاد ماوراء النهر برای اعراب طاقت فرسا بود. بدین جهت صبر نمودند و کوشیدند و در نهایت پیروز شدند.
- مرحلهٔ سوم: هنگامی بود که تمام حوضچهٔ رود آمودریا بدست مسلمانان تصرف شد.
- مرحلهٔ چهارم: پس از چند عملیات موفق و پی در پی سر انجام قتیبة بن مسلم الباهلی تا حدود چین راه یافت.